# ۳۸۶ (پیش از میلاد)
۳۸۶ (پیش از میلاد) ۳۸۶مین سال قبل از تقویم میلادی است.